# Lier Station
 Ikke at forveksle med Lier Station (1872-1973).
Lier Station (Lier stasjon eller Lier holdeplass) er en jernbanestation på Drammenbanen, der ligger i Lier kommune i Norge. Stationen består af to spor med hver sin sideliggende perron samt parkeringsplads og busstoppested. Stationen ligger lige ved Lieråsen tunnels munding. Den betjenes af lokaltog mellem Drammen og Dal.
Stationen åbnede som trinbræt 3. juni 1973 i forbindelse med åbningen af Lieråsen tunnel og omlægningen af banen mellem Asker og Brakerøya. Ved åbningen hed den Tuverud, men den skiftede navn til Lier 2. juni 1996. Der havde tidligere eksisteret en anden Lier Station, der åbnede sammen med Drammenbanen 7. oktober 1872, men den blev nedlagt 3. juni 1973, da banen som nævnt blev omlagt.